# SN 1971N
SN 1971N – supernowa odkryta 20 sierpnia 1971 roku w galaktyce PGC0000848. W momencie odkrycia miała maksymalną jasność 17,00m.